# Santiago Challenger 2012
Il Santiago Challenger 2012, noto anche come Cachantún Cup per motivi di sponsorizzazione, è stato un torneo professionistico di tennis maschile giocato sulla terra rossa. È stata la 7ª edizione del torneo che fa parte dell'ATP Challenger Tour nell'ambito dell'ATP Challenger Tour 2012. Si è giocato all'Estadio Israelita di Las Condes nella Regione Metropolitana di Santiago in Cile dal 5 all'11 marzo 2012.

## Partecipanti

### Teste di serie
| Nazionalità | Giocatore              | Ranking* | Testa di serie |
| ----------- | ---------------------- | -------- | -------------- |
| Francia     | Éric Prodon            | 103      | 1              |
| Brasile     | Rogério Dutra da Silva | 111      | 2              |
| Argentina   | Diego Junqueira        | 114      | 3              |
| Argentina   | Horacio Zeballos       | 117      | 4              |
| Slovenia    | Blaž Kavčič            | 118      | 5              |
| Cile        | Paul Capdeville        | 132      | 6              |
| Italia      | Simone Bolelli         | 135      | 7              |
| Argentina   | Facundo Bagnis         | 154      | 8              |

- Ranking al 27 febbraio 2012.

### Altri partecipanti
Giocatori che hanno ricevuto una wild card:
- Cristian Garín
- Gonzalo Lama
- Matías Sborowitz
- Agustín Velotti

Giocatori che hanno sono entrati nel tabellone principale come alternate:
- Sebastián Decoud

Giocatori che hanno sono entrati nel tabellone principale come special exempt:
- Guido Pella

Giocatori passati dalle qualificazioni:
- Maximiliano Estévez
- Leonardo Kirche
- Fernando Romboli
- Cristóbal Saavedra-Corvalán

## Campioni

### Singolare
Paul Capdeville ha battuto in finale  Antonio Veić, 6-3, 6(5)–7, 6-3

### Doppio
Paul Capdeville /  Marcel Felder hanno battuto in finale  Jorge Aguilar /  Daniel Garza, 6(3)–7, 6-4, [10-7]